# 훌리아 구티에레스 카바
훌리아 구티에레스 카바(Julia Gutiérrez Caba, 1932년 10월 20일 ~ )는 스페인의 배우이다.